# Ottersweier

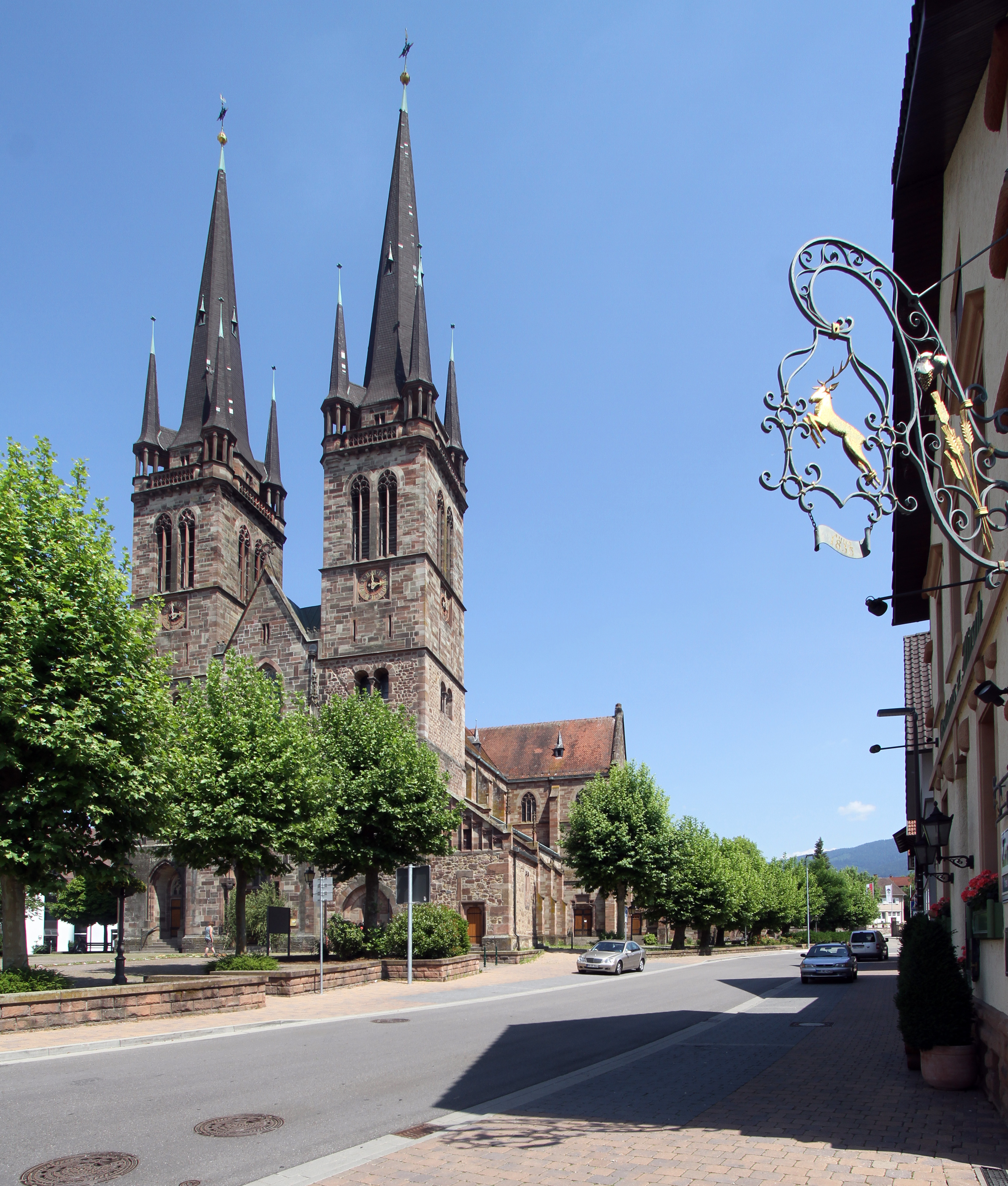

Ottersweier es un municipio alemán perteneciente al distrito de  Rastatt en el estado federado de Baden-Wurtemberg. El municipio tiene unos  6.050 habitantes y el territorio municipal comprende 2.921 ha, de esto 625 ha son bosque. Está ubicado en medio de Baden Central entre la Selva Negra y el Rin.